# Evynnis cardinalis
Evynnis cardinalis es una especie de peces de la familia Sparidae en el orden de los Perciformes.

## Morfología
• Los machos pueden llegar alcanzar los 40 cm de longitud total.

## Distribución geográfica
Se encuentra en las  costas occidentales del Océano Pacífico:  Mar de la China y norte de las Filipinas.